# Ken Mattingly
Thomas Kenneth Mattingly II (n. 17 martie 1936, Chicago, Illinois, SUA – d. 31 octombrie 2023, Virginia, SUA), mai bine cunoscut sub numele de Ken Mattingly, a fost un ofițer american în Marina SUA, pilot, inginer aeronautic, pilot de testare, amiral în retragere în Marina SUA și astronaut ce a zburat pentru misiunile Apollo 16 STS-4 și STS-51-C.
Mattingly fusese programat să zboare pe Apollo 13, dar cu 3 zile înainte de lansare, a fost reținut și eliminat din misiune din cauza expunerii la rubeolă, fiind înlocuit cu Jack Swigert.
Mai târziu, a zburat ca și pilot în modulul de comandă pentru Apollo 16 și a făcut 64 de orbite lunare. A zburat mai târziu ca pilot de comandă pentru Apollo 16.
În timpul carierei sale la NASA, a înregistrat 504 ore de zbor în spațiu, printre care 73 de minute de activitate extravehiculară.

## Biografie

### Anii de început
Ken Mattingly s-a născut pe 17 martie 1936 în Chicago, Illinois. În 1958, a devenit licențiat în știință, la Universitatea Auburn, unde a fost instruit ca și inginer aeronautic. Și-a început cariera în Marină în 1958 și a primit aripile în 1960.

### Cariera la NASA
În momentul selecției sale ca membru al celui de-al 5-lea grup de astronauți, Ken a fost student la USAF, Școala de Aviație și Cercetare Aerospațială la Edwards Air Force Base, în California. A fost ales ca astronaut în 1966.
Matty a făcut parte din echipajul de suport pentru misiunea Apollo 8, un precursor al aterizărilor pe Lună.
A fost instruit ca pilot comandant de rezervă pentru Apollo 11, înainte de a-i fi alocat Apollo 13. A fost selectat ca pilot pentru modulul de comandă, Apollo 13 dar a fost eliminat din echipaj cu 3 zile înainte de lansare din cauza expunerii la rujeola germană, fiind înlocuit de către pilotul de rezervă, Jack Swigert. Primul zbor al lui Matty în spațiu a fost la bordul misiunii Apollo 16, pe 17 aprilie 1972, îndeplinind funcția de comandant.  Performanța misiunii Apollo 16 a fost excelentă, toate obiectivele principale ale misiunii și cele mai multe din obiectivele detaliate fiind îndeplinite, misiunea a fost încheiată cu o zi mai devreme decât era planificată. În timpul călătoriei de întoarcere, acesta a efectuat o activitate extravehiculară în spațiu, „EVA”, pentru a recupera pachete de film și de date din stația de știință de pe modulul de serviciu. După finalizare misiunilor Apollo, Mattingly a zburat sub funcția de comandant la bordul celui de-al 4-lea zbor al primei nave spațiale, Columbia, pe 27 iunie 1982. Următoarea și cea din urmă misiune NASA a lui Ken a avut loc în 1985, la bordul navei Discovery, fiind prima misiune considerată „clasificată” pentru Departamentul Apărării, din care a fost lansată o sarcină utilă secretă.

## Cariera după NASA
Ken Mattingly s-a retras de la NASA în 1985 și din Marină în 1986, cu gradul de amiral în retragere. A început să lucreze în sectorul privat pentru compania Grumman pentru programul de suport al stației spațiale a companiei, înainte să devină președinte pentru Rețeaua Spațială Universală. Apoi a lucrat pentru General Dynamics, ocupându-se de rachetele Atlas dar în cele din urmă a părăsit compania pentru a lucra pentru Lockheed Martin, concentrându-se pe programul X-33. Ultimul său loc de muncă a fost pentru System Planning and Analysis, un contractor al apărării în Virginia și San Diego.

## Premii
Pentru efortul depus de-a lungul misiunilor Apollo, Ken Mattingly a fost premiat cu medalia pentru merite deosebite de către NASA în 1972.
A primit diferite medalii pentru merite deosebite de la Departamentul Apărării.
Este membru de onoare al International Space Hall of Fame din New Mexico, Alamogordo.

## Legături externe
Materiale media legate de Ken Mattingly la Wikimedia Commons
- Astronautix biography of Ken Mattingly
- Spacefacts biography of Ken Mattingly
- Mattingly at Encyclopedia of Science
- Ken Mattingly la Internet Movie Database
- Iven C. Kincheloe Awards
- NASA JSC: T. K. Mattingly Oral History
- „Thomas Kenneth Mattingly 2d”. The New York Times (în engleză). 17 aprilie 1972. Accesat în 30 ianuarie 2019.